# Experimento de accidente de Boeing 727 en 2012
El 27 de abril de 2012, un estudio de televisión multinacional escenificó un accidente aéreo cerca de Mexicali, México. Un Boeing 727-200 no tripulado, equipado con numerosas cámaras, maniquíes de prueba de choque y otros instrumentos científicos, se estrelló contra el suelo. El ejercicio fue filmado para televisión.

## Aeronave y sitio de prueba
La aeronave utilizada fue un Boeing 727-200 adquirido por las productoras de televisión, matrícula XB-MNP  (antes N293AS).
Se eligió el sitio en México porque las autoridades de los Estados Unidos no permitieron que se realizara la prueba. El propietario original de la aeronave era Singapore Airlines . El último dueño radicado en Estados Unidos fue Broken Wing LLC de Webster Groves, Missouri, quien luego lo exportó y transfirió a una productora mexicana. Broken Wing es también la empresa que planeó y ejecutó el experimento. El avión había sido alquilado a la campaña electoral presidencial de 1996 de Bob Dole por el entonces propietario AvAtlantic.
Se necesitaron varios permisos federales del gobierno mexicano antes de que se pudiera realizar el vuelo y el accidente a control remoto. Además, las autoridades mexicanas estipularon que la aeronave debía ser pilotada por humanos durante parte del vuelo, ya que estaría sobrevolando una zona poblada.
El vuelo fue pilotado por el capitán Jim Bob Slocum, luego controlado de forma remota por Chip Shanle, un expiloto de la Marina de los Estados Unidos que trabaja en American Airlines.
El avión despegó del Aeropuerto Internacional General Rodolfo Sánchez Taboada en Mexicali, con tres tripulantes de vuelo y tres puentes de apoyo, así como varios muñecos de choque, y con un avión de persecución Cessna Skymaster siguiéndolo de cerca. A medida que el vuelo avanzaba hacia el Desierto de Sonora de Baja California en México, sus ocupantes se lanzaron en paracaídas a un lugar seguro a través de la escalera de aire ventral del 727. Slocum fue el último en abandonar el jet, tres minutos antes del impacto. Shanle luego voló el avión a control remoto, desde el avión de persecución.
El avión fue estrellado contra la tierra a una velocidad de 140 millas por hora (120 kn; 230 km/h), con un índice de descenso de 1,500 pies por minuto (460 m/min). Al impacto, la cabina del Boeing 727 se rompió en varias secciones y el tren de aterrizaje principal quedó desgarrado del buque.
La zona del accidente había sido acordonada por equipos de seguridad, así como por policías y militares mexicanos, para la seguridad del público.

## Consecuencias
El lugar del accidente recibió una limpieza ambiental completa y una operación de salvamento, bajo la supervisión de las autoridades mexicanas.

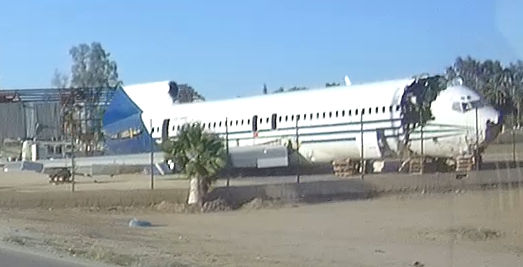
Grandes secciones del avión estrellado almacenadas junto a la autopista 5 en marzo de 2016

La mayoría de las grandes secciones del avión que sobrevivieron al accidente. – incluida la mayor parte del fuselaje, así como la cabina separada y la sección de morro – fueron trasladadas a un terreno al lado de la Carretera Federal 5 al sur de Mexicali en el estado de Baja California.

## Resultados del estudio
La conclusión de esta prueba fue que, en un caso como este, los pasajeros en la parte delantera de un avión serían los que estarían en mayor riesgo en caso de accidente. Los pasajeros sentados más cerca de las alas del avión habrían sufrido lesiones graves pero sobrevivientes, como tobillos rotos. Los maniquíes de prueba cerca de la sección de la cola estaban prácticamente intactos; por lo que cualquier pasajero allí probablemente se habría ido sin lesiones graves. Sin embargo, en otros accidentes, como cuando la cola golpea el suelo primero, como fue el caso del vuelo 214 de Asiana Airlines, en el que un Boeing 777-200ER se estrelló cerca de la pista en el Aeropuerto Internacional de San Francisco, podría ocurrir lo contrario. Se descubrió que determinadas posiciones en las que colocaron a los maniquíes ortopédicos utilizados en el estudio protegían contra conmociones cerebrales y lesiones en la columna, pero creaban cargas adicionales en las piernas que podían resultar en fracturas de piernas o tobillos. Además, se demostró que el cableado y los paneles cosméticos de la aeronave colapsaron en el compartimiento de pasajeros, creando peligros de escombros y obstáculos para la evacuación.

## Programa de televisión
Discovery Channel (Estados Unidos), Dragonfly Film and Television Productions (Reino Unido), Pro Sieben (Alemania) y Channel 4 (Reino Unido) produjeron un programa de televisión sobre el experimento.
El accidente fue el tema de un episodio de 2 horas de la serie de televisión Curiosity de Discovery Channel "Accidente aéreo". El episodio se emitió el 7 de octubre de 2012 y fue narrado por Josh Charles.
El episodio de 1 hora y 35 minutos "The Plane Crash" se emitió en Channel 4 en Gran Bretaña el 11 de octubre de 2012. El programa obtuvo críticas en Gran Bretaña, ya que se emitió menos de quince días después del accidente aéreo del vuelo 601 de Sita Air en Nepal.
El episodio de 2 horas "Accidente aéreo" de Curiosity se emitió en Discovery Channel Canadá el 28 de octubre de 2012, y en Discovery Channel India el 17 de diciembre de 2012.
ProSieben planeó emitir el documental especial antes de finales de 2012 y el canal francés France 5 lo emitió el 23 de junio de 2013.